# Triumphant (Get ‘Em)
A Triumphant (Get ‘Em)  Mariah Carey amerikai énekes dala. 2012-ben jelent meg. A dalban Rick Ross és Meek Mill rappel. Carey a dalt azokról a nehézségekről írta, amelyeket 2012 elején élt át, amikor férje, Nick Cannon veseleállással kórházba került, illetve amikor barátja, Whitney Houston meghalt.
A dal közepes tempójú R&B/hiphopdal, az MTV jellemzése szerint „lágy ritmus zongorakísérettel”. Kritikai és kereskedelmi szempontból is vegyes fogadtatásban részesült, sokan úgy érezték, a két rapper túlságosan elnyomja az énekesnőt. Két remixe, a Pulse Club és a Vintage Throwback remix szintén nem aratott nagy sikert.
A dal videóklipjét New Yorkban forgatták, és Nick Cannon rendezte. Premierje augusztus 21-én volt Carey hivatalos weboldalán, letöltésként másnap jelent meg. A klipben Mill bokszolót alakít, Carey és Ross pedig promotert. A klipet kedvezően fogadta a közönség, fényképezése és a dal témájához illő hangulata miatt. Carey élőben először szeptember 3-án adta elő a dalt, a Rockefeller Centerben, az előadás az új NFL futballszezon kezdetét jelezte.

## Háttere és felvételei

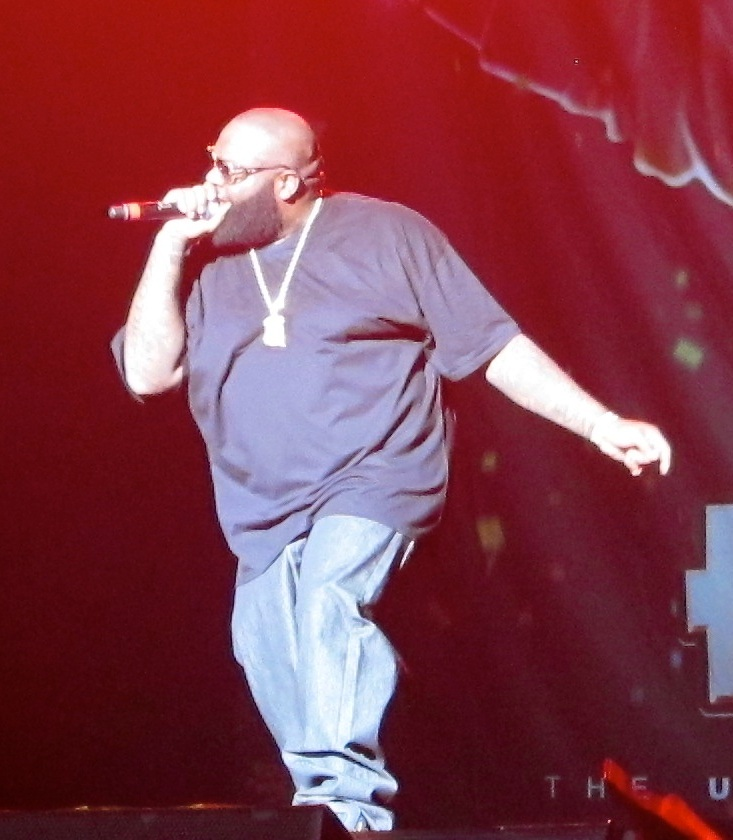
Rick Ross, a dal egyik rappere

2011 szeptemberében, kevesebb mint fél évvel ikergyermekei születése után Carey a Twitteren közzétett egy fotót, amelyen ő és Jermaine Dupri a stúdióban dolgoznak az énekesnő leendő 14. stúdióalbumán. Április végén Rick Ross-sal közös képeket tett közzé Miamiból, ahol a dal produceri munkálatai zajlottak. A Triumphant (Get ‘Em) dalt, melyről ekkor azt mondták, az új album első kislemeze lesz, Carey, Dupri és Bryan-Michael Cox írta, Ross és Meek Mill pedig saját rapszövegüket írták. Miután a médiában sok találgatás merült fel a dalról, Carey a Twitteren számolt be a dal alapötletéről 2012. július 30-án. „Nehéz idők állnak mögöttem, és ez segített, hogy túljussak rajtuk. Figyelj a szövegre, amikor hallgatod.”
Az MTV-nek adott interjújában Cox elmondta, mit várhatnak a rajongók a daltól, és miért érzi úgy, hogy Ross és Mill tökéletesen illenek bele. „Rick Ross nagyon rugalmas, Meek Mill pedig új, menő rapper, az egyik új kedvencem a hiphop-előadók közül. Rick Ross, aki mindig az egyik kedvencem volt, nagyon alkalmazkodó. Az évek során az emberek mindig megpróbálták leírni, de ő mindig visszajön, erősebben, nagyobb és jobb felvételekkel, mint azelőtt. A Triumphant témája így nagyon illik hozzá – ő illik ehhez a legjobban, mert mindenből győztesként kerül ki.” Cox úgy érezte, az erőt adó dal közel áll Carey szívéhez, és a rajongók is kötődni fognak hozzá. Cox azt is elmondta, hogy Carey már a terhessége előtt elkezdett dolgozni az albumon, de aztán elhalasztotta a további munkálatokat a szülés utánra.

## Formátumok
Letöltés
1. Triumphant (Get ‘Em) (featuring Rick Ross and Meek Mill) – 4:10

Letöltés – Pulse Club Remix
1. Triumphant (Pulse Club Remix Extended) – 5:27

Letöltés – Vintage Throwback Mix
1. Triumphant (Vintage Throwback Mix) – 4:53